# 1998 en architecture
| Années de l'architecture : 1995 - 1996 - 1997 - 1998 - 1999 - 2000 - 2001    |
| Décennies de l'architecture : 1960 - 1970 - 1980 - 1990 - 2000 - 2010 - 2020 |

Cet article présente les faits marquants de l'année 1998 en architecture.

## Réalisations
- 16 avril : inauguration de la cité des arts et des sciences de Santiago Calatrava Valls et Félix Candela à Valence.
- 6 juillet : ouverture de l'aéroport international de Hong Kong de Norman Foster.
- 1er novembre : emménagement de la cour européenne des droits de l'homme dans un bâtiment de Richard Rogers à Strasbourg.

- Inauguration de Kiasma de Steven Holl à Helsinki.
- Début de construction du London Eye.
- Fin de la campagne de restauration de l'arc de Berà à Roda de Berà (début en 1994)[1].

## Événements
- 22 mai → 30 septembre : l'Expo '98 se déroule à Lisbonne autour du thème des « océans, un patrimoine pour le futur ». À cette occasion seront construits la gare do Oriente par Santiago Calatrava et le pavillon du Portugal par Álvaro Siza.
- Ben van Berkel et Caroline Bos fondent l'agence UNStudio.

## Récompenses
- Grand Prix de l'urbanisme : Christian Devillers.
- Grand prix national de l'architecture : Jacques Hondelatte.
- Prix Pritzker : Renzo Piano.
- Prix de l'Équerre d'argent : Rem Koolhaas pour la Maison près de Bordeaux.
- Médaille Alvar Aalto : Steven Holl.

## Naissances
- x

## Décès
- Alberto Sartoris (° 2 février 1901).
- 13 juin  : Lúcio Costa (° 27 février 1902).
- 29 août : Erik Rasmussen (° 2 novembre 1913).
- ? : Nobuko Tsuchiura